# Galkó Balázs
Galkó Balázs (Budapest, 1949. június 29. – 2025. április 25.) magyar színész, előadóművész.

## Élete
Galkó Antal és Göller Honóra gyermekeként született. Főiskolai tanulmányait a Színház- és Filmművészeti Főiskolán végezte 1966–1970 között.
Az 1968-as Ki mit tud?-on versmondóként érte el első sikerét. 1970–től színész, rendező. 1970–1972 között a Nemzeti Színház, 1972–1976 között a 25. Színház tagja volt. 1975-ben a tanyaszínház-mozgalom alapítója volt. 1976–1979 között a Szolnoki Szigligeti Színházban szerepelt. 1979–1983 között a Miskolci Nemzeti Színházban játszott. 1983–1986 között a kecskeméti Katona József Színház, 1998–tól 2013-ig az Újszínház tagja volt. 1986–1998 között szabadúszó volt. 2015–2016-ban a Soproni Petőfi Színház tagja volt, 2021–2024 között a József Attila Színházban játszott.
1986-tól alternatív művészként alkalmi társulásokkal, egyszemélyes előadásokkal lépett fel: Dromlett (A Hold színháza), József Attila minden versének előadása (Márta Istvánnal, 1988), Ön!-arckép történelmi háttérrel (1988), Kocs-Reál (1989), A falu rossza (Kapolcs, 1992), Nyáry Mikulás (Kapolcs, 1993). Hosszú évekig a Művészetek Völgye művészeti vezetője („ötletigazgatója”) volt, azonban 2015-ben összeütközésbe került a völgy kultúrpolitikai vezetőivel.
2024-ben több alkalommal is súlyos balesetet szenvedett, ami miatt nem tudott színpadra lépni.

## Magánélete
1977-ben vette feleségül Ludmány Máriát, akinek tőle két fia, Máté (1977) és Pál (1980), második kapcsolatából lánya Sára és fia Márton született. Öccse Galkó Bence színművész.

## Színházi szerepeiből
- Charles de la Grange (Bulgakov: Álszentek összeesküvése)
- Kéményseprő (Zalán Tibor: Angyalok a tetőn)
- Rendőr (Max Frisch: Biedermann és a gyújtogatók)
- Rendőrbiztos (August Strindberg: Csak bűnök és bűnök…)
- Henry Stanton és vidéki seriff (John Steinbeck: Édentől keletre)
- La Fleche (Molière: A fösvény)
- Benvolio (William Shakespeare: Rómeó és Júlia)
- Postás (Bohumil Hrabal: Gyöngéd barbárok)
- Bicska Maxi (Bertolt Brecht–Kurt Weill: Koldusopera)
- Valér (Molière: Tartuffe)
- Az udvarmester (Georg Büchner: Leonce és Léna)
- Matyi (Fazekas Mihály–Schwajda György: Lúdas Matyi)
- Karnyó (Csokonai Vitéz Mihály: Az özvegy Karnyóné)
- Boszorkány (William Shakespeare: Macbeth)
- Dr. Armstrong (Agatha Christie: Tíz kicsi néger)
- Főápoló (Peter Weiss: Marat/Sade)
- Moirow (Bulgakov: Álszentek összeesküvése)
- Andrew Wyke (Anthony Shaffer: Mesterdetektív)
- Dromlett (Gyurkó László: Dromlett a dán királyfi)
- Skinny (Brecht: Egy nagyváros dzsungelében)
- Főmérnök (Móricz Zsigmond: Rokonok)
- Gülszári (Csingiz Ajtmatov: A versenyló halála)
- Lavor (Shakespeare: Szentivánéji álom)
- Zenetanár (Molière: Úrhatnám polgár)
- Fater (Szép Ernő: Vőlegény)
- Pete (Dale Wasserman: Száll a kakukk fészkére)
- Nagypapa (Brecht: A szecsuáni jólélek)
- Őrmester (Molnár Ferenc: Üvegcipő)
- Corbaccio (Ben Jonson: Volpone)
- Ljapkin-Tyapkin (Gogol: A revizor)[12]

## Rendezéseiből
- Május 35.
- A bögre
- Micimackó
- A falu rossza
- Diáknapok '81, '82
- Mindenkihez…!
- Legszebb napjaim (2000)

## Filmjei

### Tv-filmek
- …a szomszéd tehene (2024)
- A hentes (2021)
- Pirkadat (2008)
- Tavasz, nyár, ősz (2007)
- Itt forgattam – Pilis (2004)
- Itt forgattam – Káli medence (2004)
- Beszélő emlékházak (2001) (szereplő)
- Az öt zsaru (1998)
- Kisváros (1997–1999)
- Sok hűhó Emmiért (1997)
- Kis Romulusz (1994)
- X polgártárs (1994)
- Patika (1994)
- Egy forradalom hétköznapjai (1993) (szereplő)
- Közjáték – Marcus Aurelius (1992)
- Fagylalt, tölcsér nélkül (1989) (szereplő)
- Sztrogoff Mihály (1974)
- Szeptember végén (1973)
- A madár, fiaihoz (közreműködő)
- A bűvös tükör (közreműködő)
- Kupé (közreműködő)

### Játékfilmek
- Hószakadás (1974)
- Szerelmem, Elektra (1974)
- Holnap lesz fácán (1974) ... Hegedűs
- Szegény Dzsoni és Árnika (1983)
- A másik ember (1987)
- Vadon (1988)
- Jézus Krisztus horoszkópja (1989)
- Az utolsó nyáron (1990)
- Családi kör (1990)
- Isten hátrafelé megy (1991)
- Ördög vigye (1992)
- Kék Duna keringő (1992)
- Megint tanú (1994)
- A gyötrelmes gyémánt (1996)
- Szeressük egymást, gyerekek (1996)
- Franciska vasárnapjai (1997)
- A világ legkisebb alapítványa (1997)
- Nekem lámpást adott kezembe az Úr Pesten (1998)
- Helyfoglalás, avagy a mogyorók bejövetele (1999)
- Anyád! A szúnyogok (2000)
- Tündérdomb (2000)
- Egyszer élünk (2000)
- Amerikai rapszódia (2001)
- Hamvadó cigarettavég (2001)
- A Hídember (2002)
- Kelj fel, komám, ne aludjál! (2002)
- Velem mindig történik valami (2003)
- A mohácsi vész (2004)
- Ballada (2005)
- Az igazi Mikulás (2005)
- Ede megevé ebédem (2006)
- Herminamező – Szellemjárás (2006)
- Megy a gőzös (2007)
- Czinka Panna (2008)
- Pillangók (2008)
- Majdnem szűz (2008)
- Oda az igazság (2010)
- Gondolj rám (2014)
- Budapest Noir (2017)

## Szinkronszerepei
- Ének a csodaszarvasról
- Acapulco öböl: Peter Swanson – Michael Cole
- A homok titkai: Chico Belo
- Szívtipró gimi: Les Bailey – Peter Sumner
- Harry Potter és a Titkok Kamrája (film): Félig Fej Nélküli Nick – John Cleese
- Harry Potter és a bölcsek köve (film): Félig Fej Nélküli Nick – John Cleese
- Asterix és Obelix: Asterix – Christian Clavier
- Asterix és Obelix: A Kleopátra-küldetés: Asterix – Christian Clavier
- Asterix az olimpián: Asterix – Clovis Comillac
- A szökevény: Frederick Sykes – Andreas Katsulas
- V mint vérbosszú (film): Adam Sutler – John Hurt
- Rudolf – Sissi egyetlen fia: Eduard Taaffe miniszterelnök – Christian Clavier
- Hófehérke 2. – Boldogan éltek, míg meg nem haltak: Huhogó – Ed Asner

## Cd-k és hangoskönyvek

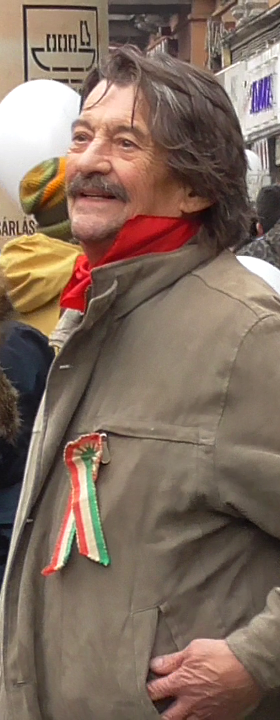
2018. március 15-én

- Bohumil Hrabal: Bambini di Praga 1947
- Bohumil Hrabal: Őfelsége pincére voltam
- Bohumil Hrabal: Magyar mondák
- Juhász Ferenc: Évszakok
- Tolvaly Ferenc: Boszporusz felett a híd
- Tolvaly Ferenc: El Camino – Az Út
- Lázár Ervin: Magyar mondák
- József Attila szerelmes versei
- Omár Khájjam: Rubáijat

## Díjai, elismerései
- Köztársasági Elnöki Ezüst emlékérem (1998)
- A Magyar Köztársasági Érdemrend lovagkeresztje (2002)[13] (2016-ban visszaadta, tiltakozásul azért, mert Bayer Zsolt kitüntetést kapott,[14] bár ezzel nem került le a hivatalos listáról[15])
- A Magyar Köztársasági Érdemrend tisztikeresztje (2010)[16] (2016-ban tiltakozásul Bayer Zsolt kitüntetése miatt visszaadta)
- Radnóti Miklós antirasszista díj (2015)[17]
- Budapestért díj (2020)[18]
- Kapolcs díszpolgára
- Hazám-díj (2024)

## Kötetei
- Darabjaim; Noran Libro, Budapest, 2021